# Llotja de Palma

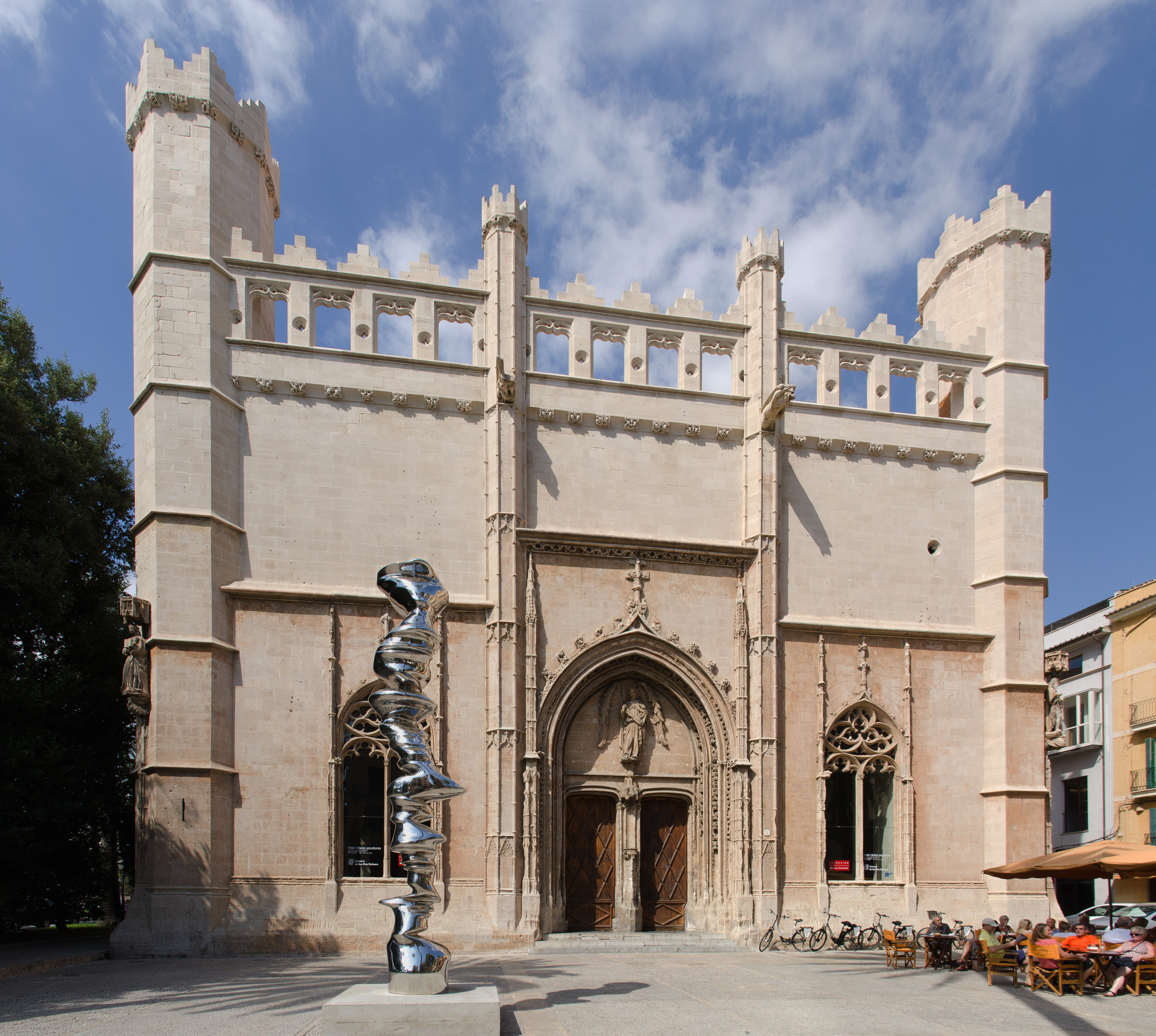
Fassade

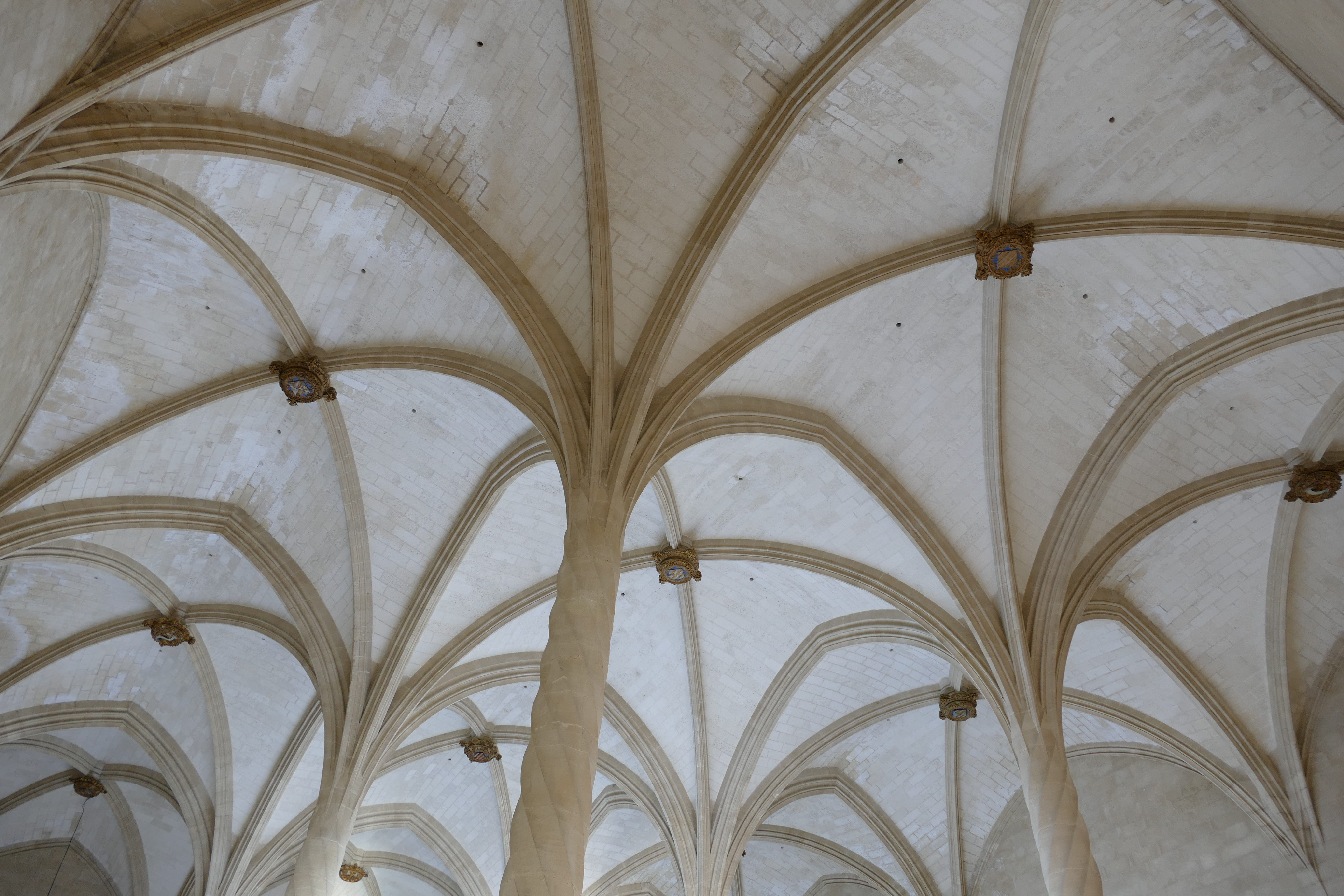
Deckenkonstruktion

Llotja dels Mercaders (auch unter den Namen Llotja de Palma und La Lonja de los Mercaderes bekannt) ist ein historisches Gebäude auf der Insel Mallorca und gilt als eines der Meisterwerke bürgerlicher gotischer Architektur in der Hauptstadt Palma.

## Lage
Das Gebäude liegt im Süden der Altstadt, in unmittelbarer Nähe der Kathedrale La Seu an der Hauptstraße Avinguda de Gabriel Roca (MA 1) in Richtung zum Hafen von Palma.

## Beschreibung

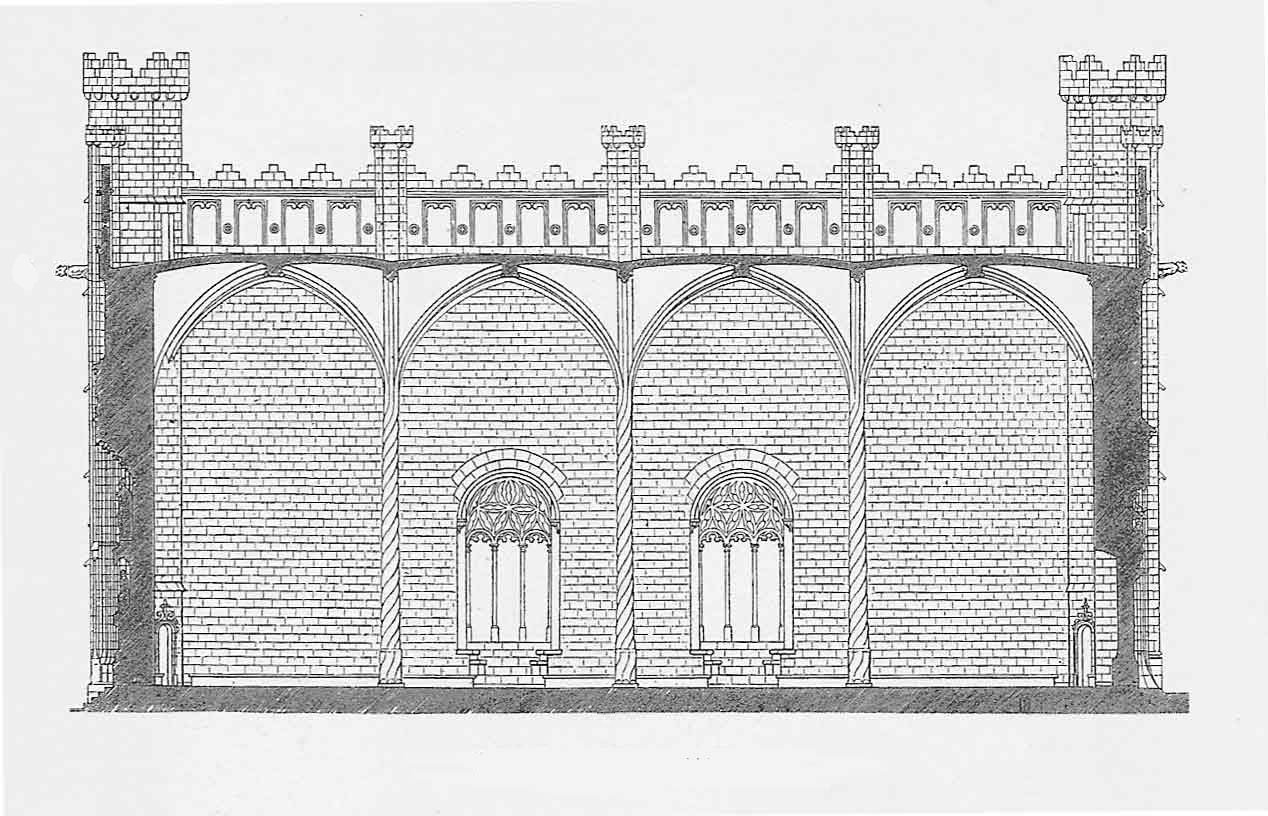
Skizze von Ludwig Salvator von Österreich-Toskana, aus „Die Balearen in Wort und Bild“, Leipzig, 1882

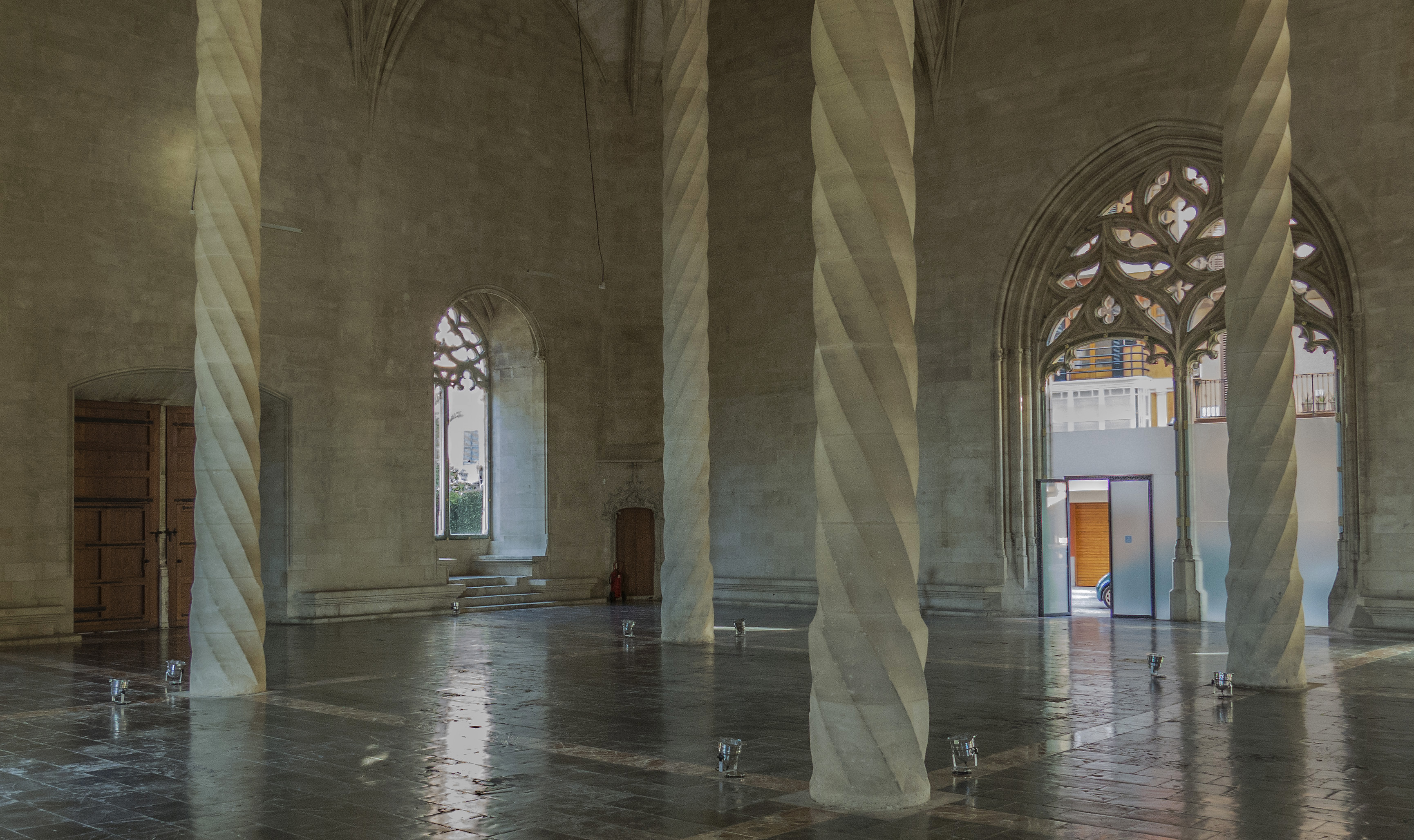
Inneres

Die Llotja hat einen rechteckigen Grundriss. Außen besitzt das Gebäude vier Fassaden mit achteckigen Türmen als jeweiligem Seitenabschluss. Zehn kleinere Türme, die der Verteilung der Abschnitte im Inneren entsprechen, dienen gleichzeitig als Strebepfeiler. Hervorzuheben ist das monumentale Eingangstor an der Hauptfassade im Osten. Es besitzt spitz zulaufende Archivolten mit pflanzenförmiger Verzierung und im Tympanon eine Engelsskulptur des Ángel de la Mercadería (Engels der Handelsware). Durch die mit üppigem Maßwerk versehenen großen Fenster gelangt genügend Licht ins Innere.

## Geschichte
1426 begann der Bau nach den Plänen des Architekten Guillem Sagrera aus Felanitx, der dieses Gebäude jedoch nicht innerhalb der vorgesehenen Frist von 12 Jahren beenden konnte. So wurde das Gebäude erst 1447 von Baumeister Vilasolar mit den Arbeiten an den beiden letzten großen Fenstern vollendet.

## Nutzung
Nach der Fertigstellung war es Sitz der Seehandelsbörse, die durch ein Privileg des König Martí I. aus dem Jahre 1403 in Barcelona gegründet wurde und sich ab 1452 bis zur Auflösung in den 1830er Jahren in diesem Gebäude befand. Diese Körperschaft befasste sich damals mit der Regulierung und dem Schutz des Handels sowie der Instandhaltung des Hafens der Stadt Palma. Im Gebäude der Llotja wurden geschäftliche Transaktionen abgewickelt und es diente auch als Börse.
Nach dem Niedergang des Seehandels wurde la Llotja einige Zeit als einfaches Depot für Waren genutzt. Während der Napoleonischen Kriege wurde eine Artillerie-Manufaktur eingerichtet. Nach dem Unabhängigkeitskrieg wurde die Kanonenfabrik zurückgebaut, renoviert und als Gerichtsgebäude genutzt. Zwischen 1886 und 1962 beherbergte es ein Museum für Malerei und Archäologie.
Derzeit finden in la Llotja Kunstausstellungen statt.